# Mary Elizabeth Adams Brown
Mary Elizabeth Adams Brown (1842 - 1918) fue una escritora estadounidense, coleccionista y comisario de instrumentos musicales.
Es conocida por su colección de instrumentos musicales que donó al Museo Metropolitano de Arte de Nueva York. Trabajó junto con su hijo, que hizo los dibujos utilizados para ilustrar su catálogo de instrumentos. A partir de 1889, donó los instrumentos para el Museo Metropolitano de Arte. La Crosby Brown Collection of Musical Instruments, llamada así por su marido John Crosby Brown, se convirtió en una de las colecciones históricas y más completas del mundo de instrumentos musicales. Comenzó con una impresionante donación de 270 instrumentos en su mayoría procedentes de Extremo Oriente, Oriente Medio, África y las islas del Pacífico en 1889, que se acompañó con la condición de que ella y su hijo podrían recoger de la donación y sustituir los elementos con objetos de igual importancia, pero de calidad superior. En el momento de su muerte, la colección abarcaba una galería de cinco salas y tenía 3.600 piezas. En el momento en que su hijo murió, la colección tenía 4000 piezas.

## Instrumentos europeos notables

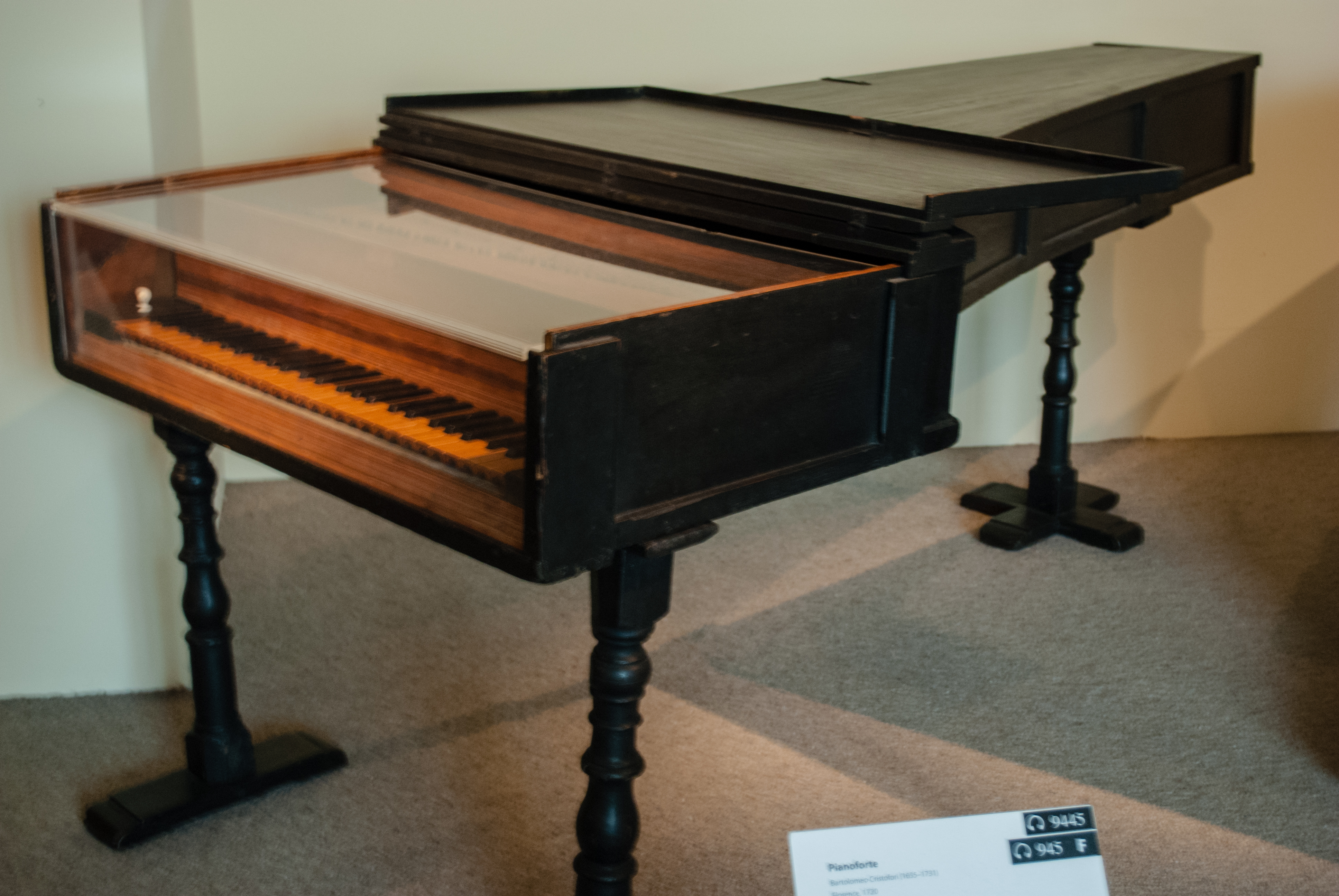
El más antiguo piano construido en 1720 por Bartolomeo Cristofori, es una pieza culminante de la colección de instrumentos musicales
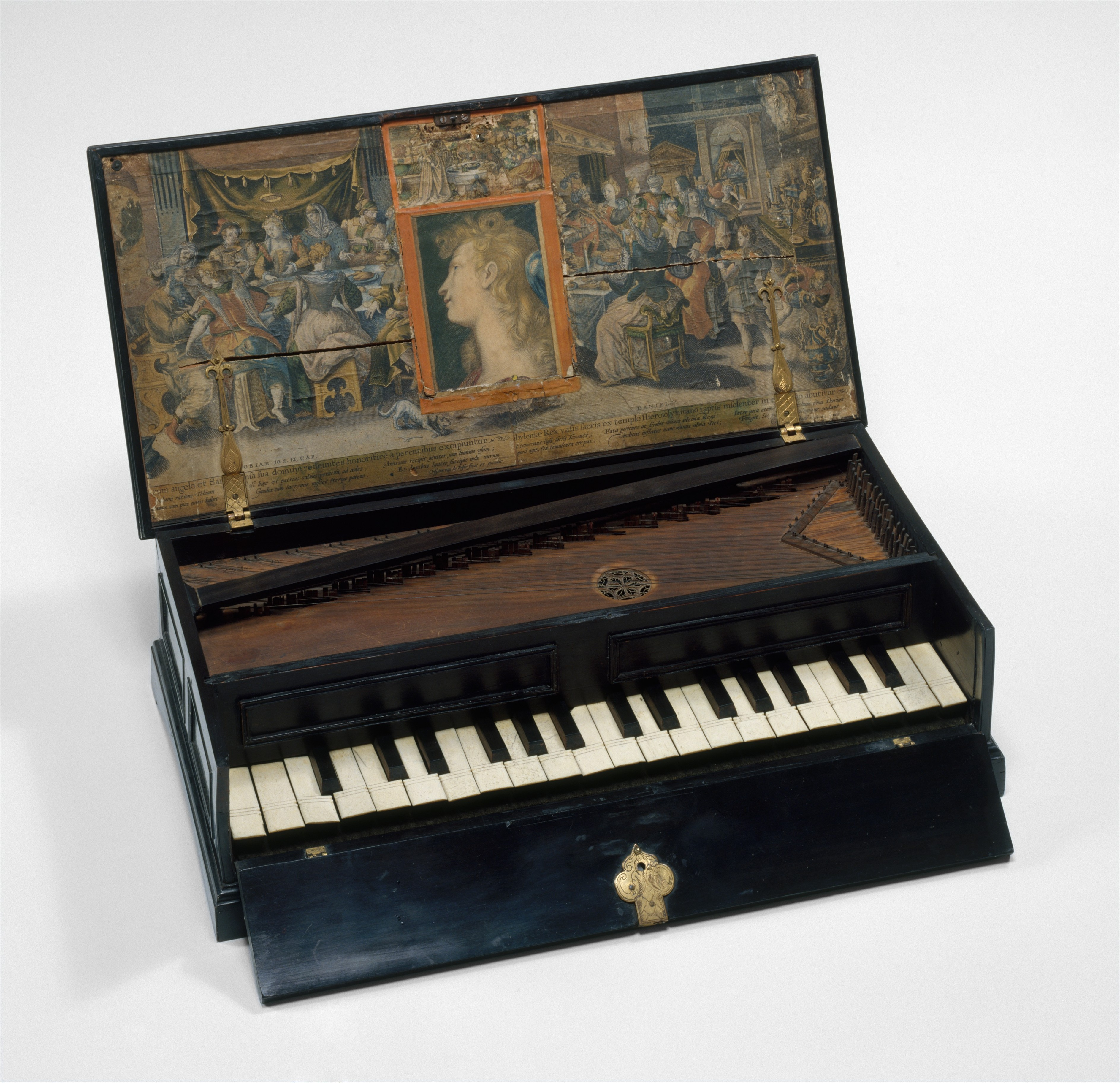
El Rectangular Octave Virginal construido alrededor del año 1600, otra pieza importante de la colección del museo.